# Monumento dei Parti

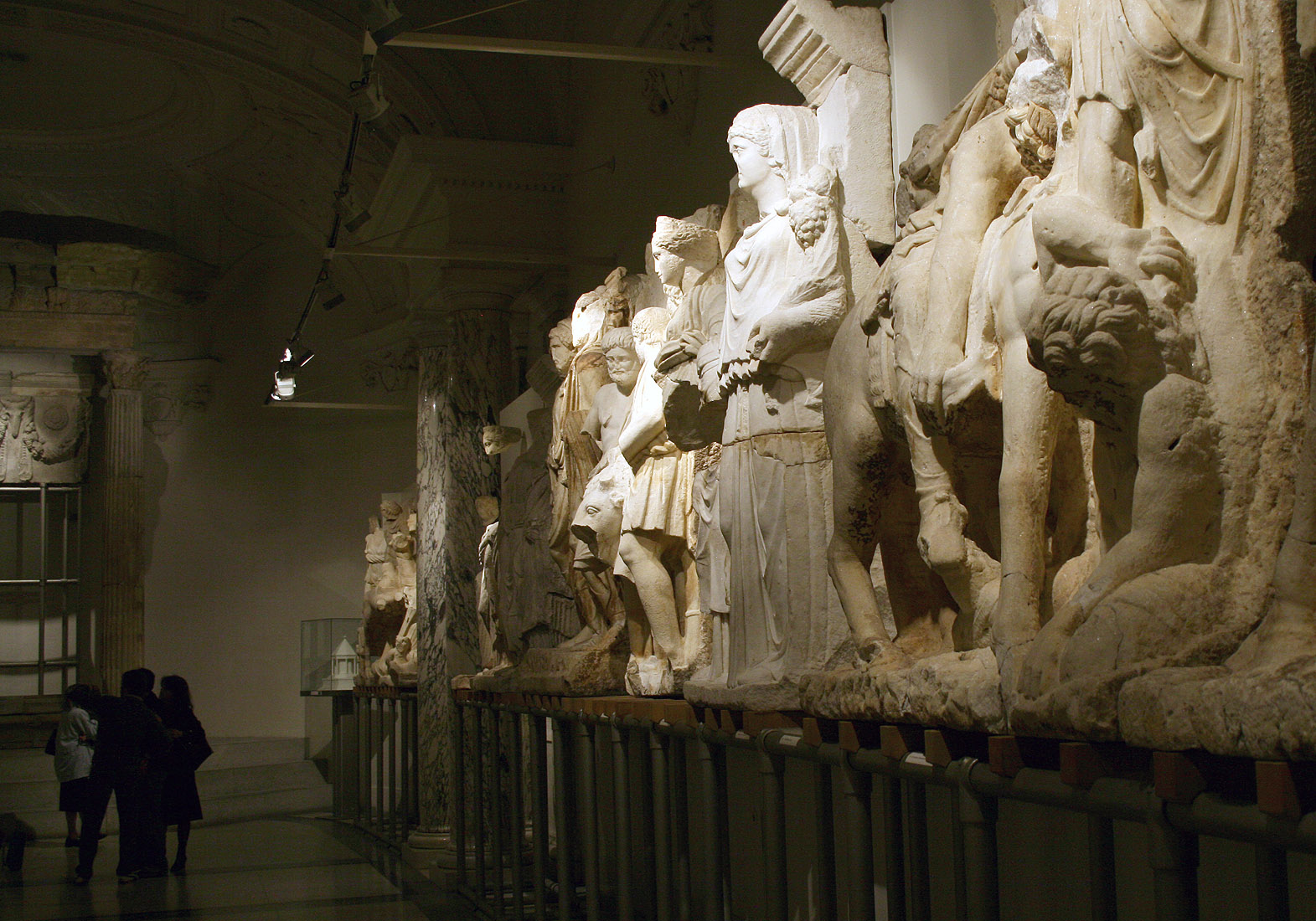
Ausschnitt (Ephesos Museum)

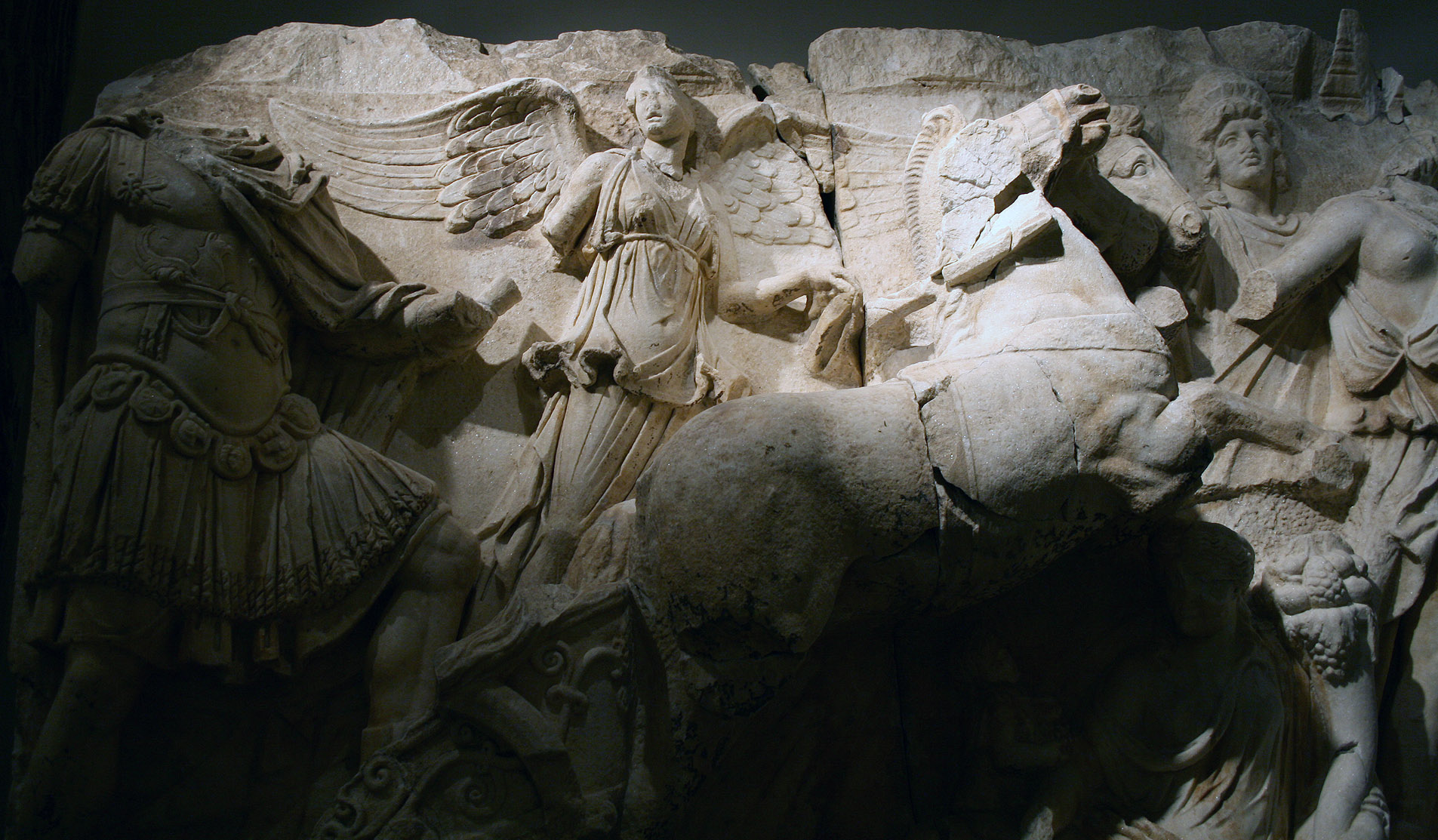
Ausschnitt: Apotheose des Kaisers (Ephesos Museum)

Il monumento dei Parti di Efeso è una struttura del II secolo ricostruibile solo ora sulla base dei suoi resti. Il nome deriva da alcune lastre di rilievi ritrovati nel 1903 davanti alle rovine della biblioteca di Celso a Efeso. Secondo il punto di vista di alcuni studiosi non è sicuro che la raffigurazione dei rilievi tratti realmente dei Parti.

## Storia
Di solito si ritiene che si tratti di un monumento eretto in occasione di una campagna partica dell'Impero romano, in base alla datazione dei rilievi. Potrebbero quindi rappresentare le campagne partiche di Lucio Vero. Questa guerra sotto l'augusto Lucio Vero negli anni 161-166 d.C. portò alla cattura della capitale partica di Seleucia-Ctesifonte. Lucio Vero prese poi il titolo di Parthicus Maximus e, infine, celebrò, come co-imperatore di Marco Aurelio, un trionfo a Roma assieme al suo omologo.
Probabilmente il monumento è stato eretto in Efeso dopo il 169 in memoria della vittoria sui Parti.
I rilievi ebbero un riuso successivo come parte di una fontana, che utilizzava, come sostegno, la facciata della Biblioteca di Celso, nello stesso modo dell'attuale Fontana di Trevi di Roma.